# Evergestis serratalis
Evergestis serratalis ist ein Schmetterling aus der Familie der Crambiden (Crambidae).

## Merkmale
Die Falter erreichen eine Flügelspannweite von 27 bis 33 Millimeter. Die Vorderflügel haben eine helle erdbraune Färbung mit fein dunkelbrauner Durchmischung. Das Wurzelfeld ist sehr schräg weiß gerandet und enthält innerhalb der Zelle Flecke, die aus schwarzen Schuppen bestehen. Die Antemedianlinie ist weiß, dünn und in der Zelle stark zahnförmig ausgebuchtet. Zum Flügelinnenrand hin verläuft sie sehr schräg. Die schwarze Postmedianlinie verläuft parallel zum Flügelaußenrand. Sie ist leicht gewellt und beidseitig breit weiß gerandet. Eine Reihe schwarzer, pfeilförmiger Flecke befindet sich im mittleren Saumfeld in den Aderzwischenräumen. Die Saumlinie ist schwarz und sehr dünn. Das Mittelfeld ist ausgedehnt schwarz beschuppt, die Hauptadern sind weiß hervorgehoben. Die Fransenschuppen sind graubraun, wobei die basale Hälfte dunkler ist. In den Zwischenräumen an den Aderenden befinden sich weiße Striche. Die Hinterflügeloberseiten sind schmutzig weiß und haben einen dunklen Außenschatten. Die weiße Postmedianlinie und die dünne, schwarze Saumlinie sind gekrümmt und nur schwach angedeutet. Die Fransenschuppen sind hellgrau, die basale Hälfte ist dunkler. Die Flügelunterseiten sind grauweiß und auf den Vorderflügeln und in der äußeren Hälfte der Hinterflügel dunkler. Der Diskalfleck auf den Vorderflügeln ist schwarz. Die Weibchen sind etwas kleiner und kompakter als die Männchen.
Bei den Männchen ist der Uncusschaft parallelwandig und ziemlich behaart. Der Apex ist rundlich. Der Gnathos hat eine stumpfe Spitze, an der sich sechs kurze, unregelmäßig geformte Zähne befinden. Die Valven verjüngen sich stark, die Costa ist verdickt und der Apex rundlich. Die innere Oberfläche ist stark behaart, ein Klammerorgan (Clasper) ist nicht deutlich ausgebildet. Auf dem distalen Teil des Phallus befinden sich zwei nebeneinander liegende Gruppen von kräftigen, gebogenen Cornuti und ein Paar großer, schuppiger Wülste.
Bei den Weibchen ist das Corpus bursae eiförmig und kaum breiter als der basale Teil des Ductus. Die Signa sind breit. Der Ductus bursae ist sehr breit und verjüngt sich bis zur Einschnürung kurz vor dem Colliculum.

### Ähnliche Arten
Durch die weiß hervorgehobenen Adern und die breit weiß gerandete Postmedianlinie auf der Vorderflügeloberseite ist die Art unverwechselbar.

## Verbreitung
Evergestis serratalis kommt auf der Balkanhalbinsel und der Krim vor.

## Biologie
Die Präimaginalstadien sind unbekannt. Die Falter fliegen im September zwischen Büschen und in offenen Laubwäldern. Sie sind nachtaktiv und kommen gern ans Licht.

## Systematik
Aus der Literatur ist das folgende Synonym bekannt:
- Botys serratalis Staudinger, 1870

## Belege
1. 1 2 3 4 5 6 7  Barry Goater, Matthias Nuss, Wolfgang Speidel: Pyraloidea I (Crambidae, Acentropinae, Evergestinae, Heliothelinae, Schoenobiinae, Scopariinae). In: P. Huemer, O. Karsholt, L. Lyneborg (Hrsg.): Microlepidoptera of Europe. 1. Auflage. Band 4. Apollo Books, Stenstrup 2005, ISBN 87-88757-33-1, S. 81 (englisch).
2. ↑   Otto Staudinger (1871): Beitrag zur Lepidopterenfauna Griechenlands. Horae societatis entomologicae rossicae 7: S. 193
3. ↑  Global Information System on Pyraloidea (GlobIZ). Abgerufen am 8. Mai 2013.
4. ↑  Evergestis serratalis bei Fauna Europaea. Archiviert vom Original im Internet Archive. Abgerufen am 5. Juni 2013